# Marquesado de Fuensanta del Valle
El marquesado de Fuensanta del Valle es un título nobiliario español, concedido por Real Decreto de Isabel II de España de fecha desconocida de 1868 a favor de Feliciano Ramírez de Arellano y Gutiérrez de Salamanca, jurisconsulto e hijo del político liberal cordobés Antonio Ramírez de Arellano.

## Historia de los marqueses de Fuensanta del Valle

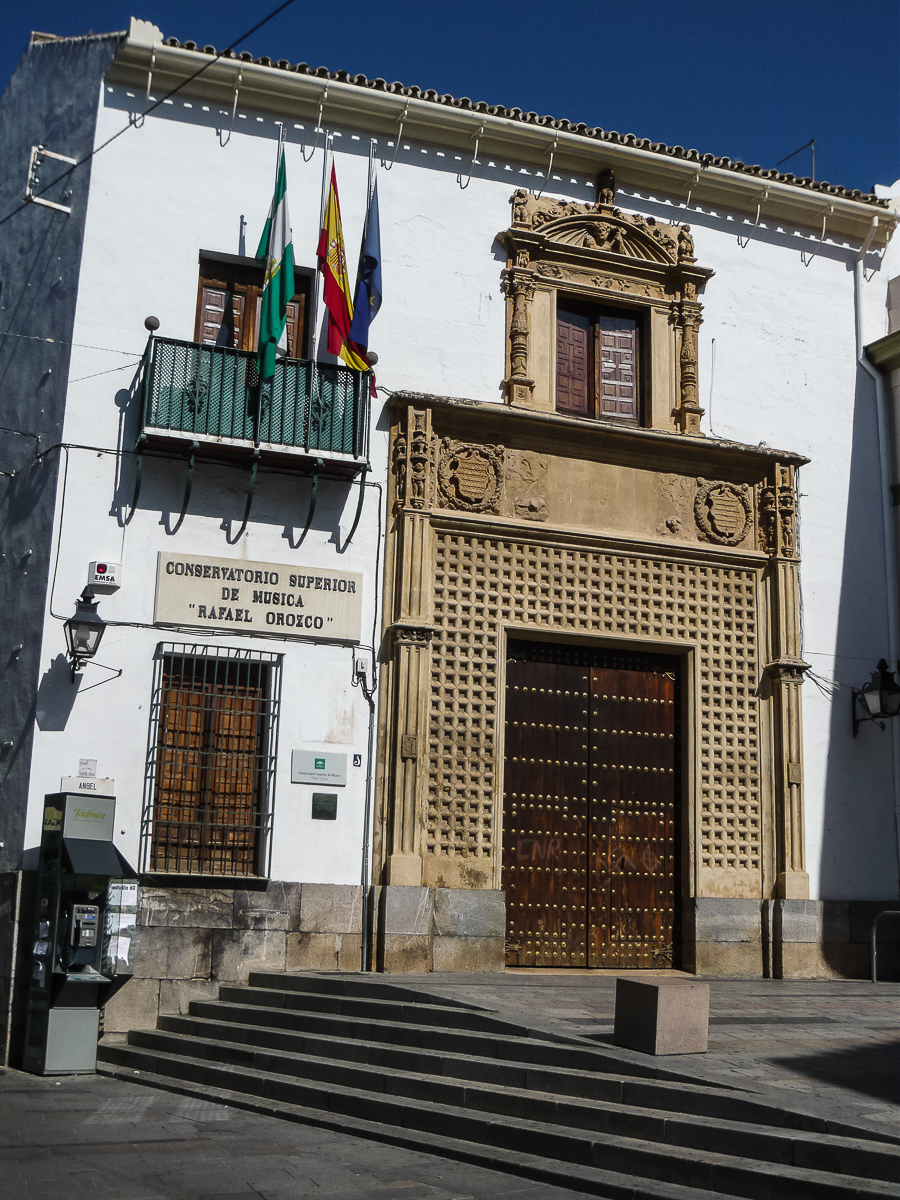
Palacio del Marqués de Fuensanta del Valle en Córdoba (España), actual sede del Conservatorio Superior de Músicade Córdoba.

Fallecida María del Carmen Coello de Portugal y Castillejo, marquesa de Fuensanta del Valle, en 12 de abril de 2000 pasa el título a su sobrina María de las Mercedes Coello de Portugal y Aranda.
Fallecida María de las Mercedes Coello de Portugal y Aranda, por Orden JUS/712/2018, de 31 de mayo de 2018, se otorga Real Carta de Sucesión en el título de marquesa de Fuensanta del Valle a favor de María África Serrano y Coello de Portugal, su sobrina y actual titular.